# Grazi Massafera
Grazielli Soares Massafera (Jacarezinho, 28 de junio de 1982) es una actriz y modelo brasileña.  En 2004, Massafera ganó el concurso de belleza Miss Paraná Beauty y representó al estado en el concurso Miss Brasil de ese año. Terminó tercera, lo que le valió el título de "Miss Brasil Internacional", y le dio la entrada al concurso Miss Internacional 2004, que se realiza anualmente en Japón. En el certamen Massafera no llegó a semifinales. En 2016, fue nominada al Premio Emmy Internacional a la Mejor Actriz por su papel en la telenovela Verdades Secretas.

## Primeros años

### Gran Hermano
En 2005 participó en la quinta temporada de la versión brasileña del reality show Big Brother , conocido como Big Brother Brasil (BBB). La temporada fue la temporada más vista de la historia. Grazi terminó en segundo lugar, con el 40% de los votos.

### Después de BBB
Grazi se convirtió en el segundo concursante de Gran Hermano en convertirse en una celebridad (la primera fue Sabrina Sato). Después del programa, terminó en portadas de revistas, tuvo varios acuerdos comerciales y apareció en eventos. Las ofertas comerciales y las imágenes de portada de revistas continuaron, incluso después de que comenzara el próximo Gran Hermano.
Inmediatamente después del programa, Grazi firmó un contrato por un año con Globo, el canal de televisión más poderoso de Brasil. Para aprovechar su popularidad entre el público, se le otorgó un lugar como reportera en Caldeirão do Huck y se hicieron planes para que se convirtiera en presentadora de un programa infantil al estilo de Xuxa.
También posó desnuda para la brasileña Playboy en la edición de agosto de 2005. Grazi fue una de las estrellas mejor pagadas por posar en Playboy. La edición se vendió el doble de lo que vendería una edición típica y fue la portada más vendida de 2005.

### Carrera
Comenzó a tomar clases de actuación en el departamento de actuación de Globo. Su primer papel protagónico fue en una película de Renato Aragão 2005: Didi, o Caçador de Tesouros.
A principios de 2006 se reveló que Massafera conseguiría un papel en la próxima telenovela de Manoel Carlos, lo que fue un trato importante ya que sus telenovelas suelen ser los programas más vistos en el país. Inicialmente, solo tuvo un pequeño papel en la telenovela de la Rede Globo, Páginas da Vida, que durante su emisión fue el programa No. 1 de la televisión brasileña, logrando índices de audiencia récord. Sin embargo, debido a su popularidad, su papel se amplió y finalmente se convirtió en uno de los personajes principales de la telenovela. Su actuación fue aclamada tanto por la prensa como por el público y se convirtió en una de las celebridades más importantes del país. Por su actuación, recibió un Prêmio Contigo como mejor debutante y un Prêmio de Imprensa como personalidad del año.
Su portada de mayo de 2007 de la revista Boa Forma fue su 134a portada desde 2005.
Participó en el desfile de una de las escuelas de samba más prestigiosas del Carnaval de Río en el carnaval de 2007. En Pascua interpretó a María en la versión teatral de "La Pasión de Cristo". Poco después, Massafera visitó Portugal, donde también fue muy popular por su papel en Páginas da Vida y filmar comerciales.
De 2007 a 2008 Massafera protagonizó la telenovela Desejo Proibido. En 2008 fue coronada reina del carnaval del Palacio de Copacabana. En 2008 le dieron su primer papel protagónico en una telenovela, Negócio da China.

## Filmografía

### Televisión
| Año       | Título                   | Personaje                        | Nota(s)                          |
| --------- | ------------------------ | -------------------------------- | -------------------------------- |
| 2005      | Big Brother Brasil       | Ella misma/Competidor            | Temporada 5: "2ª finalista"      |
| 2006-2007 | Páginas de la vida       | Thelma Ribeiro                   | Debut en telenovelas             |
| 2007-2008 | Deseo prohibido          | Florinda Palhares                | Estelar                          |
| 2008      | Casos e Acasos           | Graziela                         | Participación                    |
| 2008-2009 | Negócio da China         | Lívia Noronha                    | Rol principal                    |
| 2010      | Tempos Modernos          | Deodora Madureira                | Rol principal                    |
| 2010      | Las Cariocas             | Michelle                         | Episodio: A Desinibida do Grajaú |
| 2011-2012 | Aquele Beijo             | Lucena Gimenez de Paula Zambelli | Rol principal                    |
| 2013      | Flor del Caribe          | Ester Schnaider                  | Rol principal                    |
| 2015      | Verdades Secretas        | Larissa Ramos                    | Rol principal                    |
| 2016-2017 | Sombras del ayer         | Luciane Leitão                   | Rol principal                    |
| 2017-2018 | El otro lado del paraíso | Lívia de Aguiar Monsserat        | Rol principal                    |
| 2019      | Suerte de vivir          | Paloma Bravo                     | Rol principal                    |
| 2022      | Travesía                 | Débora Aguiar                    | Participación especial           |

### Cine
| Año  | Título    | Personaje |
| ---- | --------- | --------- |
| 2011 | Billi Pig | Marivalda |

## Premios y nominaciones
| Año  | Premio                     | Categoría               | Trabajo           | Resultado |
| ---- | -------------------------- | ----------------------- | ----------------- | --------- |
| 2015 | Prêmio Extra de Televisão  | Mejor actriz de reparto | Verdades Secretas | Ganadora  |
| 2015 | Melhores Ano               | Mejor actriz de reparto | Verdades Secretas | Ganadora  |
| 2015 | Troféu APCA                | Mejor actriz            | Verdades Secretas | Ganadora  |
| 2016 | Premios Emmy Internacional | Mejor actriz            | Verdades Secretas | Nominada  |